# Parablastothrix maritima
Parablastothrix maritima är en stekelart som beskrevs av Logvinovskaya 1981. Parablastothrix maritima ingår i släktet Parablastothrix och familjen sköldlussteklar. Inga underarter finns listade i Catalogue of Life.